# 照内創
照内 創（てるうち そう、1980年- ）は日本の建築家、一級建築士。(株)SO&CO.主宰。

## 略歴
2005年　工学院大学大学院工学研究科建築学専攻修了(山本理顕研究室)。
2005年　aat+ヨコミゾマコト建築設計事務所入所(〜2009年)。
2009年　SO&CO.開設。
2013年−2015年日本建築学会 空間更新手法“TRADE”の開発［若手奨励］特別研究委員会。

## 受賞歴
- 2020年　日本建築家協会優秀建築選2020
- 2022年　第38回福島県建築文化賞　正賞(最優秀賞)
- 2022年　第32回AACA賞　優秀賞
- 2022年　グッドデザイン賞2022
- 2022年　日本建築家協会優秀建築選2022
- 2023年　第43回東北建築賞　作品賞

## 主な作品
- 2017年　東池袋の住宅(東京都)[1][2]
- 2018年　路地広場を挟んだ２棟のアパートメント(千葉県)[3][4][5][6]
- 2019年　銀座の小さな塔(東京都)[7][8][9][10][11][12][13]
- 2020年　金町の増築(東京都)[14][15][16]
- 2021年　yodge(福島県) [17]
- 2022年　MEDICOM TOY PLUS(東京都)[18]